# 北上特定地域総合開発計画

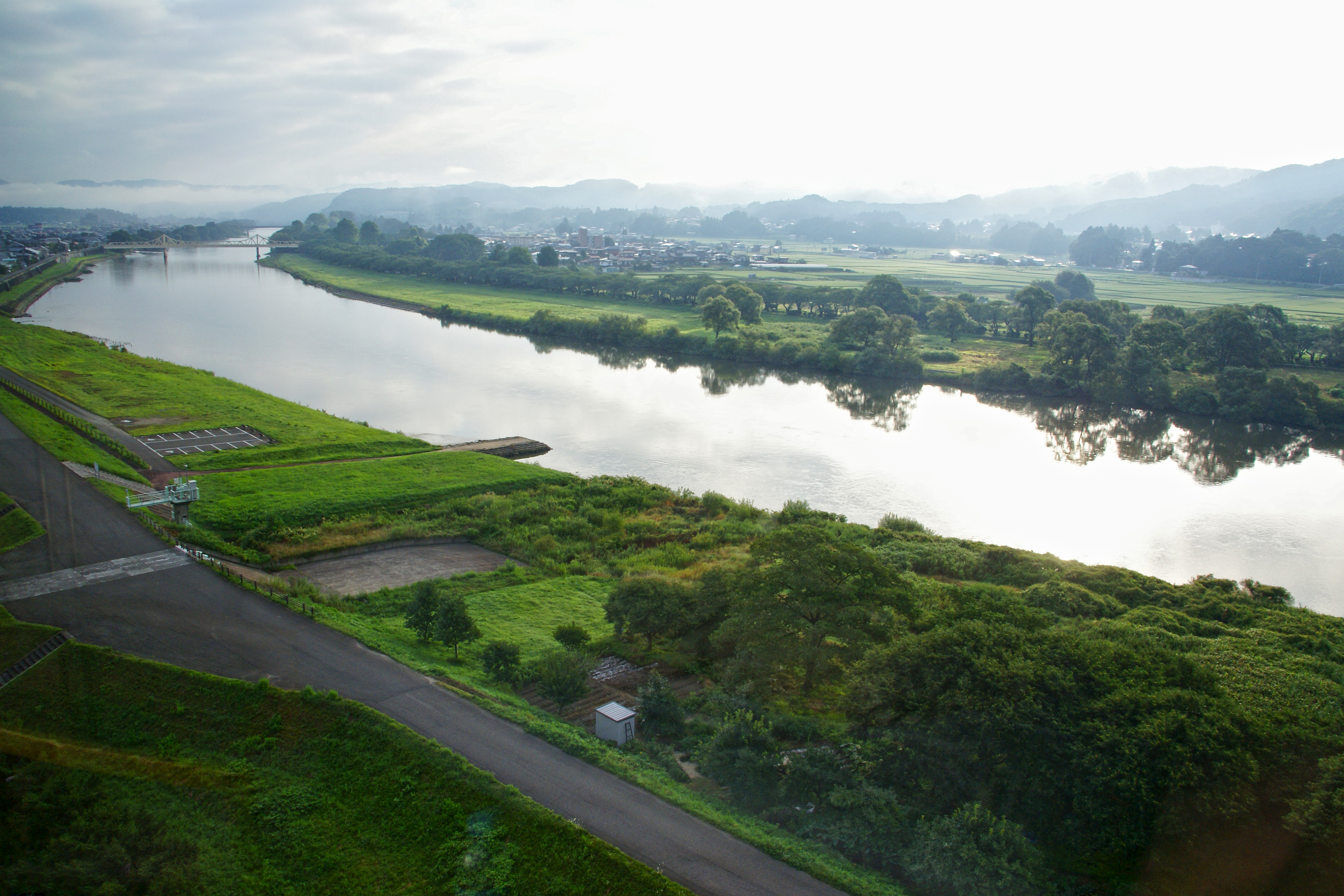
開発の対象となった北上川（北上市付近）

北上特定地域総合開発計画（きたかみとくていちいきそうごうかいはつけいかく）とは、東北地方最大の水系である北上川に対し主に治水・農地灌漑の両面から多角的に開発し、北上川流域の経済発展を目指して1950年（昭和25年）に政府によって策定された総合的な地域開発計画である。日本の河川開発においてモデルとなったTVAにならいKVA(Kitakami Valley Authority)とも呼ばれているがこれは多目的ダムによる河川総合開発事業がこの計画の柱であったからであり、このことから日本における代表的な河川総合開発の例として「日本のTVA」とも呼ばれている。

## 地理
北上川は長さ約249キロメートル、流域面積10,150平方キロメートルと岩手県・宮城県の大部分をカバーする東北地方最大の大河である。流域には岩手県の県庁所在地である盛岡市をはじめ花巻市・北上市・奥州市・一関市、宮城県栗原市・登米市・大崎市・石巻市があり流域を潤す「母なる川」でもある。また流域は肥沃であり古くはアテルイなど蝦夷の本拠、下って奥州藤原氏の本拠として、また仙台藩伊達氏62万石あるいは盛岡藩南部氏20万石の基盤として重要な穀倉地帯でもあった。だが有史より度々洪水をもたらす河川でもあって、その対策もまた為政者にとっては重要な課題であった。
洪水をもたらす最大の要因は北上川流域の地形的な要因が挙げられる。北上川本流自体は勾配が緩やかな河川であるが、支流の河川は何れも急勾配であり大雨が降れば一挙にその水は北上川沿岸の低地に押し寄せ、かつ長い間水が滞る。これに加えて一関市から登米市までの約18キロメートル区間は北上川が急激に川幅を狭くする。この狭窄部を「北上川癌（がん）狭窄部」と呼ぶが、一関市までは広大な平野となっているために狭窄部が天然ダム的な働きをしてしまうことで、岩手県内の洪水は一関市付近で一度行き場を失うという「バックウォーター現象」が起こる。このため特に一関市周辺は上流からの洪水が「貯水」されてしまい洪水になると被害は甚大なものとなっていた（参考・1990年（平成2年）9月洪水における一関市の浸水状況写真）。
こうした場合通常は狭窄部を広げる「開削工事」が行われるが狭窄部は18キロメートルもの長距離であり、限定した狭窄箇所に行うケースが大多数である開削工事では当時の技術から到底不可能な事業であった。従って北上川の治水においては如何に洪水の水量をコントロールして被害を防ぐかに焦点が当てられていた。

## 沿革
北上特定地域総合開発計画の策定に至るまで、北上川は様々な河川改修や開発がなされていた。最終的にはこれらが一体化されていくが、ここでは計画策定までに行われた事業に関して詳述する。

### 北上川改修事業（1880年~1934年）
北上川は明治時代に入って本格的な河川改修工事が手掛けられた。当時河川行政を司っていた内務省は全国の主要な河川を対象に河川改修を行っていたが、北上川については1880年（明治13年）から内務省直轄による河川改修がスタートした。当初は堤防の建設や川の流路を修正する工事が行われており、1902年（明治35年）まで実施された。その後北上川の河口を付け替える計画が立ち、1911年（明治44年）から「北上川改修事業」として施工が開始された。これは従来石巻市で仙台湾に注いでいた北上川を追波湾に転流させるというものであり、追波川を大幅に改修して河道を広げ北上川本流とし、旧流路は「旧北上川」とし1922年（大正11年）には分流部に鴇波洗堰・脇谷洗堰を設けて水量を調節し、併せて水運の便を図るため脇谷閘門を設置した。これにより上流部から流れ来る洪水は追波湾へ流して一関市より上流の洪水を防ぎ、蔵王連峰や栗駒山系より流れ来る迫川（はさまがわ）・江合川（えあいがわ）の洪水は旧北上川へ流すことで石巻市など下流部の洪水を防ごうとした。
この他迫川については蛇行を修正して直線化、江合川については古川市（現・大崎市）で放水路を建設し鳴瀬川へ洪水の一部を導く「新江合川」を開削。こうした河道改修によって洪水調節を行おうとした。これら一連の事業は1934年（昭和9年）に完成し、北上川下流部における治水は一応終了した。

### 北上川五大ダム計画（1938年~）

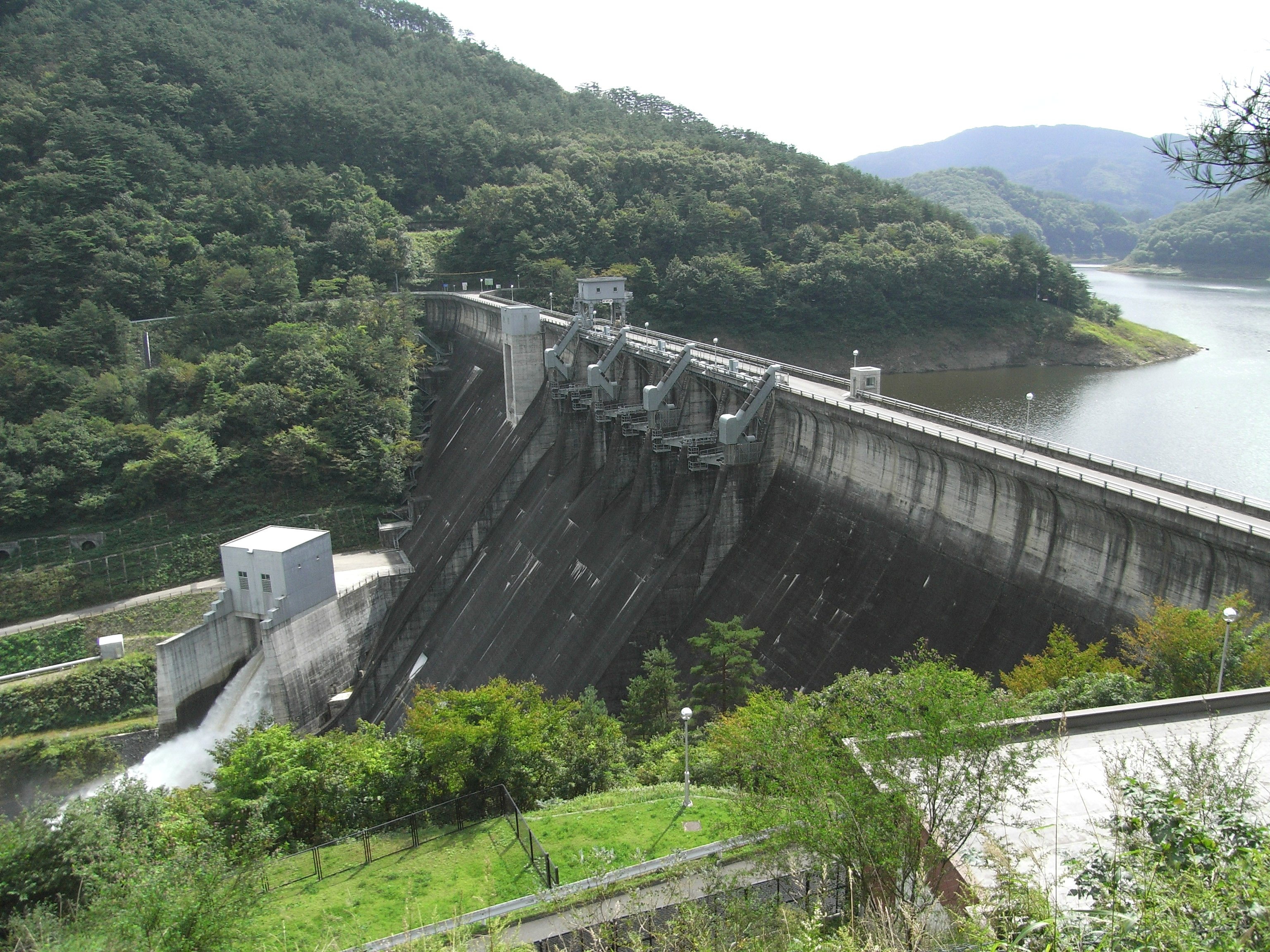
北上川五大ダムの第一号となった田瀬ダム（猿ヶ石川）

北上川下流の河川改修が進む一方で、岩手県内の北上川流域における洪水量を削減するための計画も進められた。この当時、秋田県出身で東京帝国大学教授・内務省土木試験所所長の職に就いていた物部長穂は日本におけるその後の河川開発に重大な影響をあたえた論文を1926年（大正15年）に発表した。それは個々の河川を単独で改修するのではなく、水系を基準として本流・支流の区別なく上流から下流まで一貫して開発し（水系一貫開発）、それまで多種多様な事業者が別個に実施していた治水・利水事業を統合させて総合的かつ効率的に行うという趣旨のものであった。これは河水統制計画案と呼ばれ、その根幹事業として天然の湖沼および大貯水池を有するダムの建設が洪水調節としては有利であると主張した。
ここにおいて多目的ダムという概念が登場するが、物部のこうした主張はパナマ運河建設に日本人で唯一参加し、大河津分水路や荒川放水路の建設・改修に携わった内務技監・青山士（あおやま・あきら）によって採用され、1937年（昭和12年）に予算が付いて正式な国家プロジェクトとして利根川など全国64河川で調査された。北上川もその中に入っており調査の結果翌1938年（昭和13年）に「北上川上流改修計画」としてまとめられた。
計画の中で、今までの北上川による水害で最も洪水の被害が大きい一関市狐禅寺（こぜんじ）が計画高水流量の基準点と定められ、毎秒7,700トンの洪水を2,100トンカットし毎秒5,600トンとする治水計画が決定した。このカット分を主にダムと遊水池によって賄うこととなり、一関市に遊水地（後の一関遊水地）を計画、さらに北上川本流を始め岩手県内の主な支流である雫石川（しずくいしがわ）・猿ヶ石川（さるがいしがわ）・和賀川（わがかわ）・胆沢川（いさわがわ）の五河川に治水ダムを建設する計画を立てた。これが後年北上特定地域総合開発計画の根幹事業となる、いわゆる「北上川五大ダム計画」の出発点である。その第一弾として猿ヶ石川へのダム計画が進められて1941年（昭和16年）7月、国直轄ダムとしては日本で最初の例となった猿ヶ石堰堤（さるがいしえんてい）、後の田瀬ダムが高さ76.5メートルの重力式コンクリートダムとして着工された。
ところが着工したこの年に太平洋戦争が始まり、次第に戦況は日本に著しく不利となっていった。物資の欠乏を如何に補充するかが喫緊の問題であった政府は1944年（昭和19年）8月に国内にある全ての人的・物的資産を戦争遂行のために総動員するための法令として「決戦非常措置要領」を発令した。これに伴い田瀬ダムの建設資材が極端に欠乏して施工の継続が困難となり、「要領」発令と同時にダム事業は中止を余儀無くされ「五大ダム計画」も一旦頓挫する形になった。

### 国営農業水利事業（1947年~）

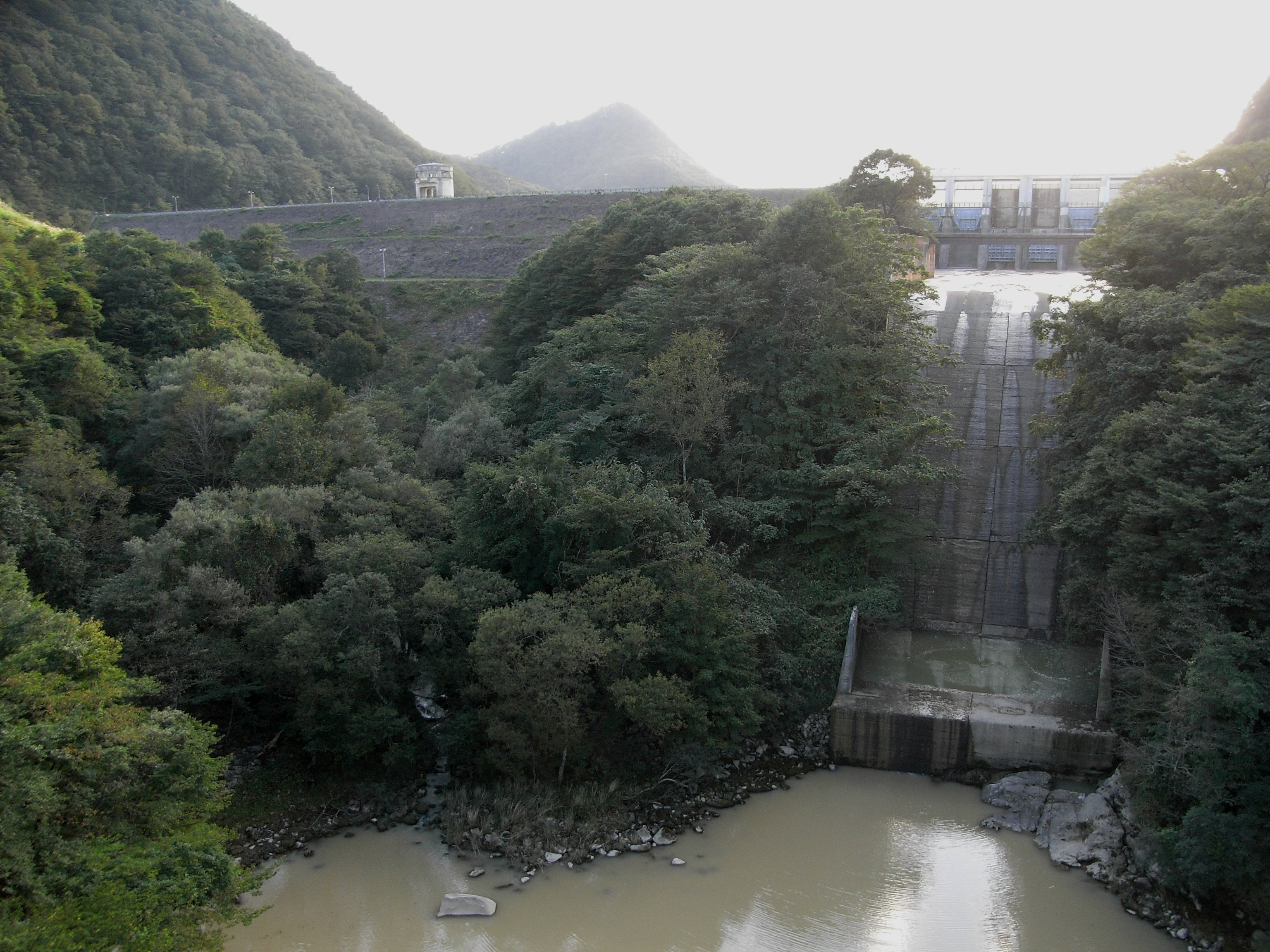
北上川五大ダムで最初に完成した石淵ダム（胆沢川）

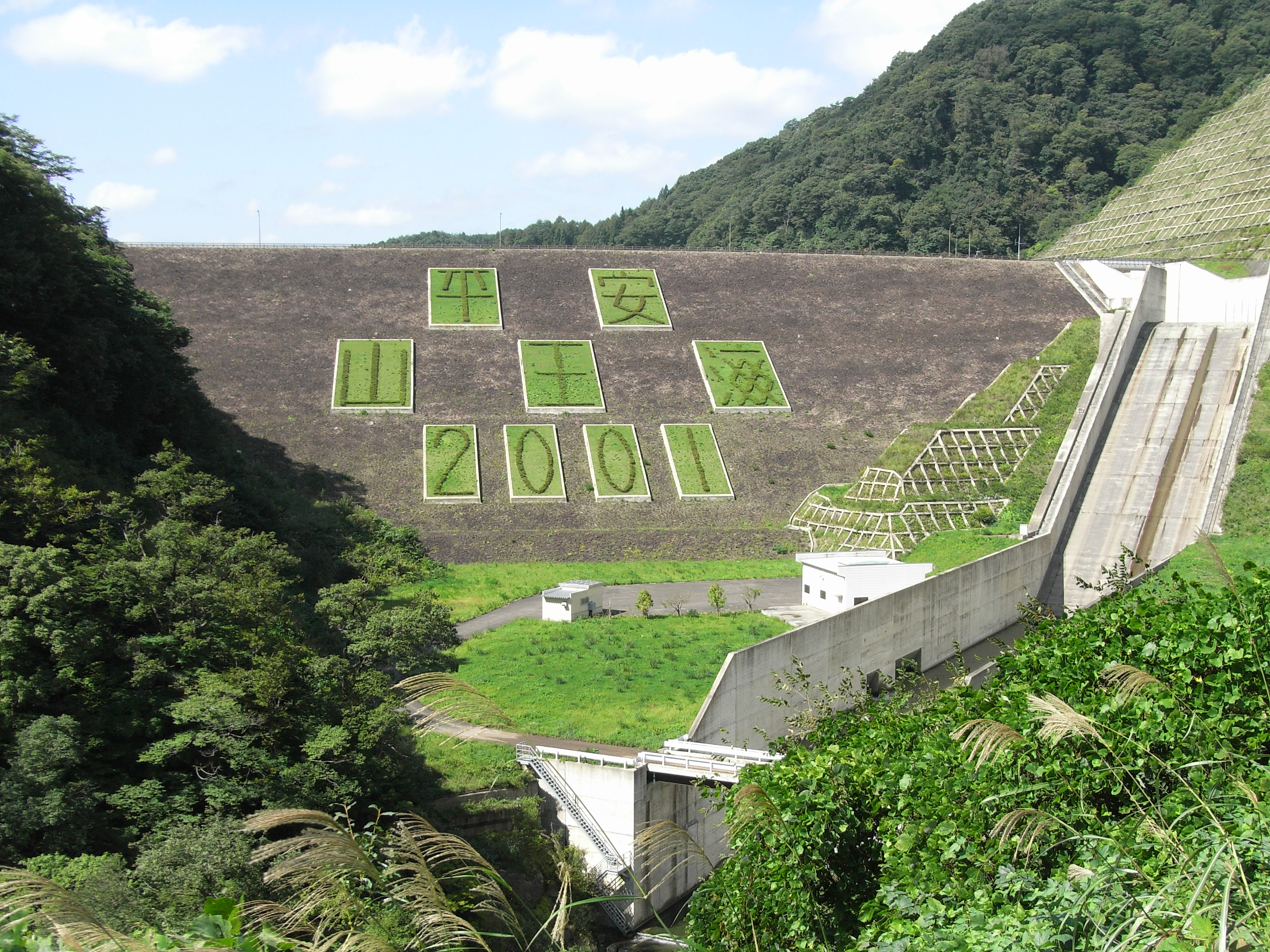
紫波郡の水不足を解消した山王海ダム（滝名川）

敗戦後の日本において最も懸念された問題は極端な食糧不足であった。闇市などで糊口を凌いでいた国民は次第に不満を蓄積させ、それは1946年（昭和21年）5月19日に「食糧メーデー」という形で爆発した。東京都世田谷区民約25万人が皇居へ押し寄せいわば革命前夜を思わせる光景であった。背後にある日本共産党の政治運動化に危惧を感じた連合国軍最高司令官総司令部(GHQ)はいわゆる「赤化」を阻止するため運動の弾圧や食糧の放出を行うと同時に、全国各地で農地の新規開墾を行うことで食糧増産を図り、国民の不満を逸らそうとした。
こうした政治的背景もあり1947年（昭和22年）より農林省（現・農林水産省）は大井川（静岡県）・九頭竜川（福井県）・野洲川（滋賀県）・加古川（兵庫県）の四河川で「国営農業水利事業」を展開した。農地開墾の水源を開発することでかんがい用水を供給し、食糧増産を軌道に乗せるというのが目的である。北上川水系においては内務省が「北上川五大ダム計画」を一部変更して田瀬ダムを放置したまま、胆沢川の石淵ダム（いしぶちダム）を優先的に建設させる方針を採り、1945年（昭和20年）秋より建設に着手した。これは石淵ダムの建設が、田瀬ダムに比べかんがい効果が大きいという理由による。一方農林省は紫波郡で北上川に合流する滝名川に農林省直轄ダムを建設する計画を立てた。山王海ダム（さんのうかいダム）である。
北上川本流は豊富な水量を有していながら、農業用水や飲み水としては全く使うことの出来ない河川であった。これは源流部にあり硫黄を産出する松尾鉱山から流れ出る坑内水が原因である。この水は硫酸によって強酸性を示し、利用すればイネの枯死を招くことから目の前に豊富な水がありながら流域の農民は大きなジレンマを抱えていた。止むを得ず支流の河川を使ったが農地面積に対して流域面積が狭いために十分な水量が行き渡ることは有り得なかった。後藤寿庵による「寿庵堰」など創意工夫はされていたが根本的な解決にはならず、流域各地で水争いが頻発した。特に紫波郡では「志和の水喧嘩」と呼ばれるほど激しく、死者が出るほどの血で血を洗う凄惨なものであったと伝えられている。また、かんがい用ため池の建設に際し当時。迷信が幅を利かせていたこともあり、水神を鎮めるための生贄を建設時に捧げるということもあった。胆沢郡では千貫石堤（現在の千貫石ダム。胆沢郡金ケ崎町）建設で「お石」という女性が千貫で買われ、埋められたという悲話も残っている。大正時代には稗貫郡・和賀郡でも平賀千代吉によって農業用ダム建設促進決議が採択されるなど、かんがい専用ダム建設は地元の悲願でもあった。
農林省は滝名川に当時「東洋一」の規模を有する山王海ダムを1953年（昭和28年）に完成させ、長きにわたって懸案であった紫波郡へのかんがい用水供給が図られ水喧嘩はこれにより撲滅された。また石淵ダムも同年に完成し、胆沢扇状地は肥沃な農地として生まれ変わり「胆沢平野小唄」にも伸びる胆沢の底力と地域住民にも称えられた。こうしたかんがい整備とダムの効用は、治水重視であった「北上川上流改修計画」を転換させる一つのポイントにもなった。

### 北上川上流改訂改修計画（1949年）

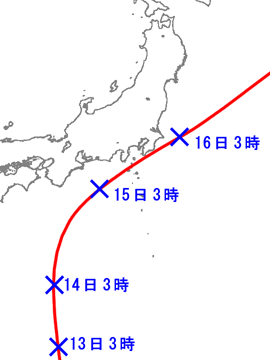
カスリーン台風の進路
北上川流域を直撃してはいないが、秋雨前線の刺激によって記録的な大雨となった。

こうした側面もあって「北上川上流改修計画」はかんがい重視の方向に事業が進められた。ところが北上川流域は今までの河川改修がご破算となるほどの大洪水を、しかも連続して被る非常事態となった。1947年（昭和22年）9月のカスリーン台風と1948年（昭和23年）9月のアイオン台風という、二つの雨台風である。
カスリーン台風は1947年9月15日に房総半島をかすめ利根川を決壊させ首都・東京を水没させたことで有名であるが、北上川流域では台風によって秋雨前線が刺激されて各地に大雨をもたらし、北は盛岡市から南は石巻市に至る北上川沿岸で堤防決壊による浸水被害が多発した。1948年9月16日房総半島に上陸したアイオン台風ではカスリーン台風ほどの浸水被害はもたらさなかったものの、一関市で二日間に403.2ミリという猛烈な豪雨を観測。狭窄部、また流木によって多数の橋が堰き止められて市内に流木が乱入、結果台風全体の死傷者の三分の一を占める473人の死者・行方不明者を出す大災害となった。この時の浸水位は市内のあちこちに記録として残されているが、概ね一階は完全に水没するほどの水位であった。
こうした大災害は戦中の森林乱伐に加え戦争による治水工事の中断、カスリーン台風の復旧作業がままならぬうちにアイオン台風が襲来したという要因、そして何よりも「北上川上流改修計画」で定めた計画高水流量を毎秒約2,000トンも上回る洪水が襲ったことが一関市を始めとする北上川流域に致命的な被害を与えた。この当時は同様の要因で全国の河川は大洪水をもたらしており、水害による国土荒廃が戦後経済復興の最大阻害要因になると危機感を抱いた経済安定本部は、諮問機関である治水調査会に命じて抜本的な河川改修案を作成するように命じた。
「政治的にも北上川を無視することができなくな」ったのである。
治水調査会は1949年（昭和24年）、経済安定本部に河川改修案をまとめて答申した。これは「河川改訂改修計画案」と呼ばれ、北上川を始め信濃川・最上川・利根川など全国12水系を対象として総合的な治水整備を実施する内容であった。特に北上川、江合川・鳴瀬川、利根川、木曽川、淀川、吉野川、筑後川の六水系七河川については「河水統制事業」に沿った形で本流及び主要な支流に多目的ダムを数多く建設して、洪水調節を実施するという内容のものであった。これにより「改修計画」は大幅に変更され、北上川の計画高水流量はアイオン台風の洪水を基準とした毎秒9,000トンに改められ差分をダムや遊水地、堤防建設などで賄うとした。これが「北上川上流改訂改修計画」であり、中断していた「北上川五大ダム」の一つである田瀬ダムの建設が再開され、残り三ダムについても早急な調査と着工を求められた。また、現在の一関第二・第三遊水地の原型でもある「舞川遊水地計画」も計画された。

### 国土総合開発法（1950年）

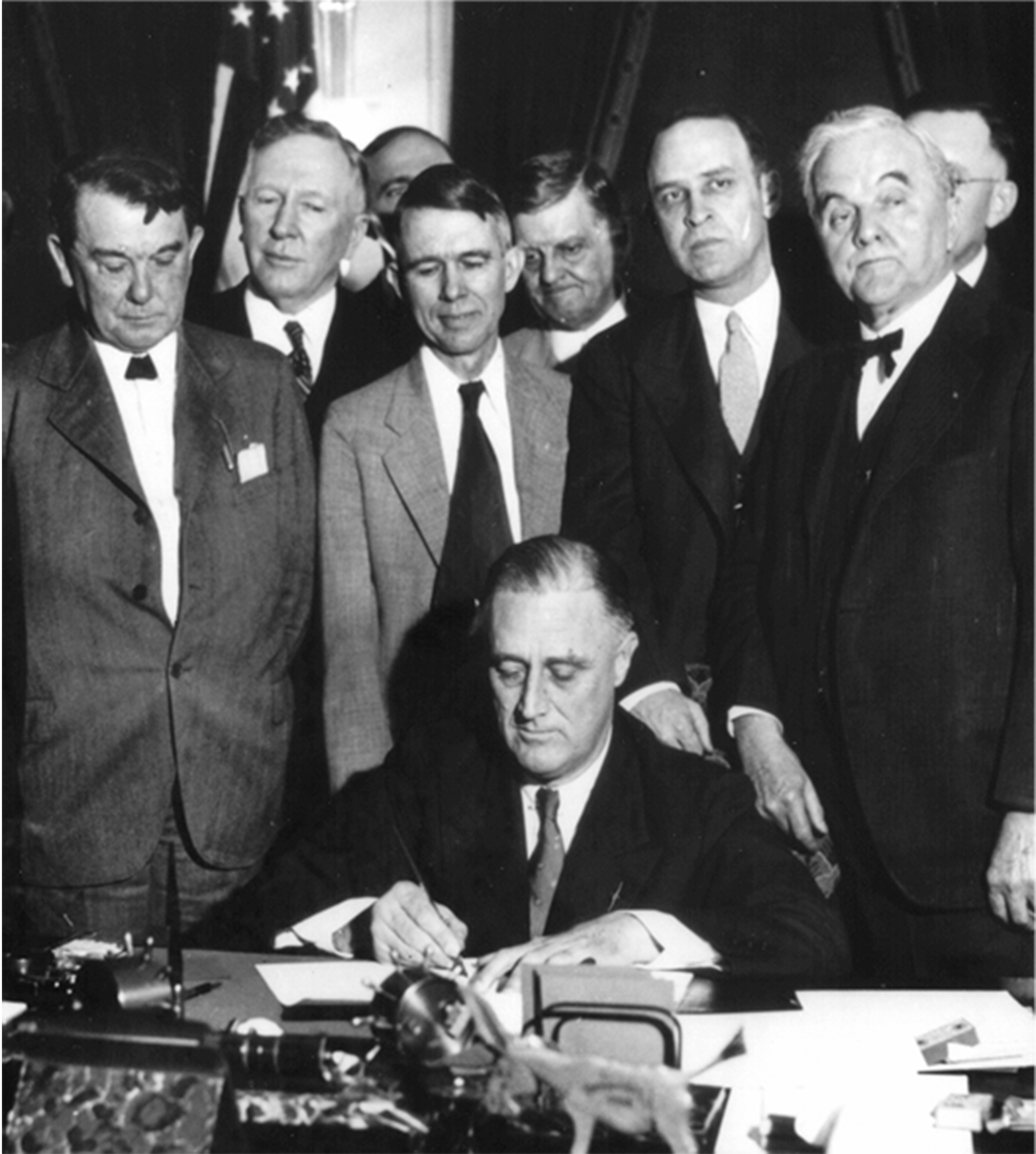
TVA法に署名するアメリカ大統領・F・ルーズベルト（1933年）
TVAの成功は日本を始め世界各国に大きな影響を与えた。

こうして新たな治水計画である「北上川上流改訂改修計画」が定められたが、北上川下流の迫川や江合川は宮城県によって独自に河川開発が進められており、上流との整合性が求められた。また先述した食糧不足解消のためのかんがい整備による農地開墾、さらに戦時中の電力施設空襲による打ち続く電力不足の解消を図るための水力発電開発が必要となり、これらを効率的に組み合わせて地域経済の発展を加速化させるには、物部長穂が提唱した「水系一貫開発」が合理的であるとの考えが政府や経済安定本部、建設省（河川事業管掌。現・国土交通省）、農林省（かんがい事業管掌）、商工省（電力事業管掌。現・経済産業省）で支配的となった。背景にあるのはアメリカ合衆国大統領・フランクリン・ルーズベルトが推進したニューディール政策の根幹、TVAの成功である。世界恐慌以後不況が深刻だったアメリカの経済を短期間で回復させ、太平洋戦争勝利の原動力となったTVAが日本復興の鍵であると彼らは見ていた。総司令部民政局官僚の多くがニューディール政策の信奉者（ニューディーラー）であったことも影響している。
1950年（昭和25年）第2次吉田内閣は「国土総合開発法案」の制定を閣議決定し、国会にて可決・成立させ国土総合開発法が成立した。「国土を総合的に利用し、開発し、及び促進し、並びに産業立地の適正化を図る」（第一条）を最終目的としている。この中で第二条第一項では「水その他の天然資源の利用に関する事項」を、さらに第二項では「水害、風害その他の災害の防除に関する事項」を定めた。これは河川開発を念頭に置いたものであり、第十条第一項における「地域指定の理由」の中で選定された地域は、そのほとんどが日本における重要な水系と一致した地域開発となっている。従って国土総合開発法では、より強力な河川開発を推進することが産業育成の要であると考えられた。
同法の施行後北海道を除く全国から多くの地域が指定地域に名乗りを挙げたが、最終的に二十二箇所の地域が対象地域として選定され（対象地域については一覧表を参照）、ここに特定地域総合開発計画が決定した。東北地方では岩木川・十和田湖を中心とした「岩木川・十和田特定地域総合開発計画」（青森県）、米代川・雄物川を中心とした「阿仁・田沢特定地域総合開発計画」（秋田県）、名取川を中心とした「仙塩特定地域総合開発計画」（宮城県）、最上川を中心とした「最上特定地域総合開発計画」（山形県）、只見川を中心とした「只見特定地域総合開発計画」（福島県・新潟県）ほか一地域が指定された。北上川については岩手県・宮城県の複数県にまたがり、北上川水系のみならず隣接する鳴瀬川水系を含めた形で「北上特定地域総合開発計画」が定められた。ここにおいて、治水と農地かんがい、そして水力発電を目的とした大規模な河川総合開発事業がスタートした。

## 事業概要
北上特定地域総合開発計画については、指定地域が広大であるため、ここでは岩手県と宮城県に地域を分けて説明する。同計画の中心となるのは主にダムによる河川開発である。

### 岩手県（上流部）

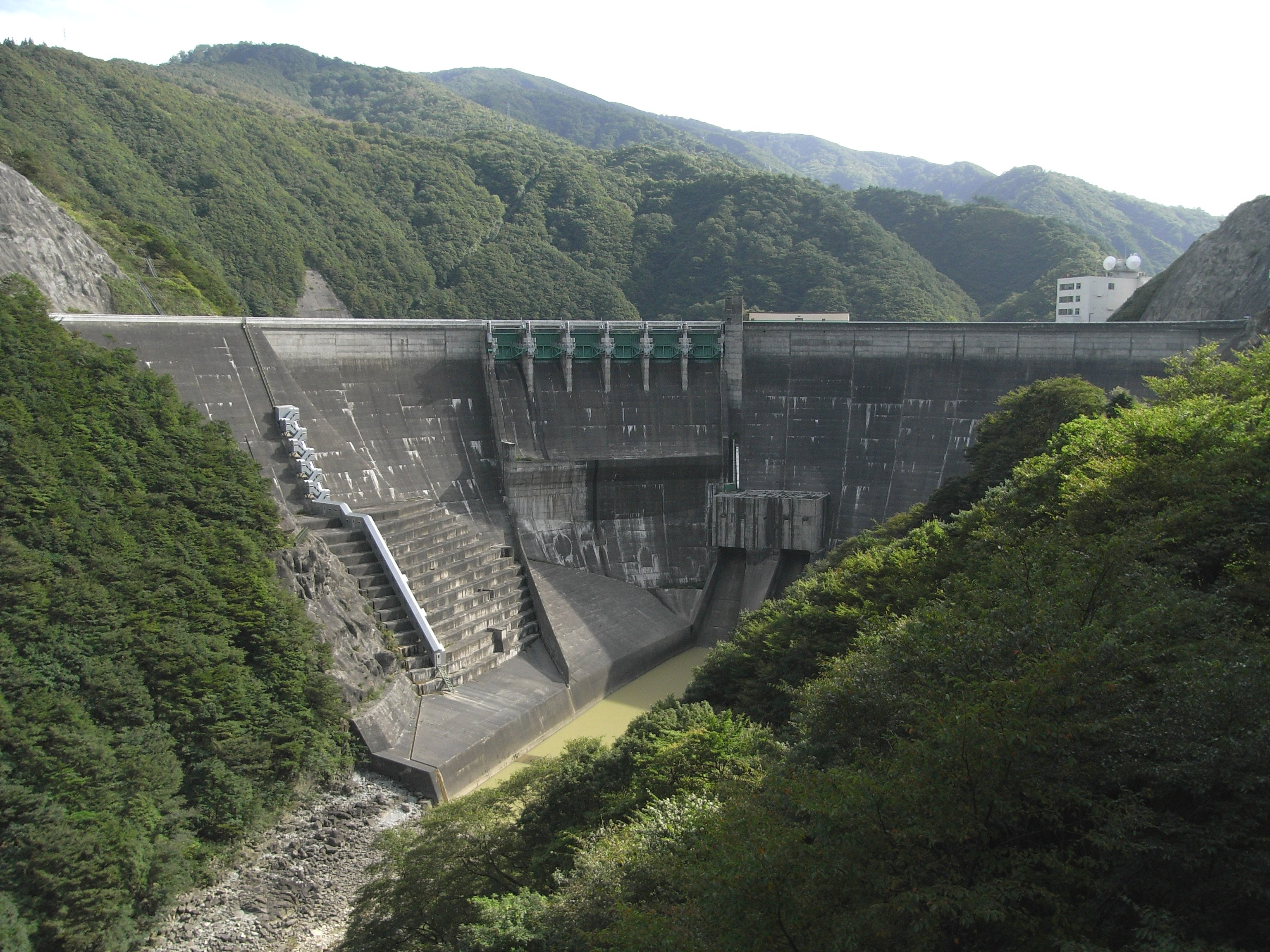
湯田ダム（和賀川）

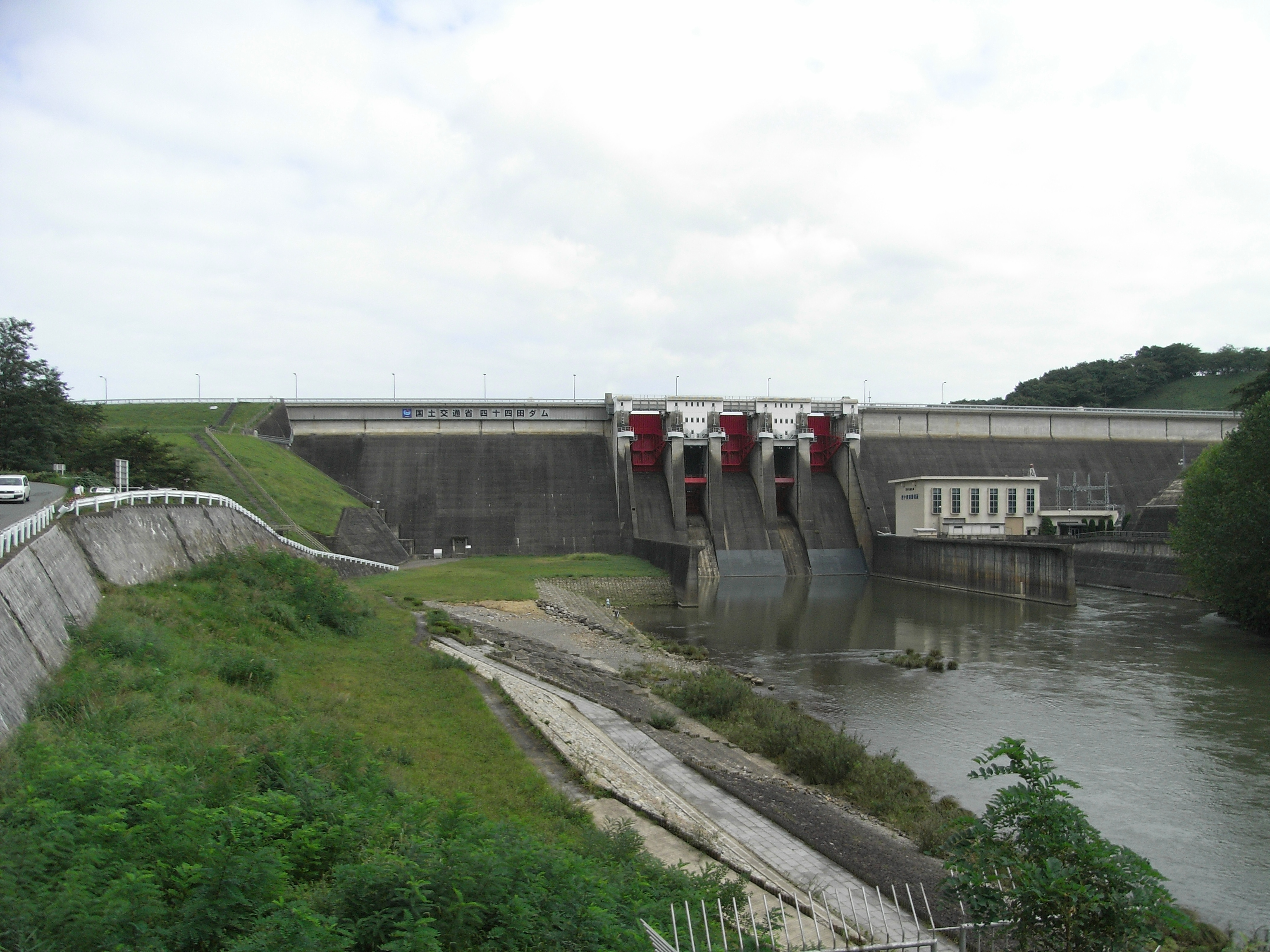
四十四田ダム（北上川）

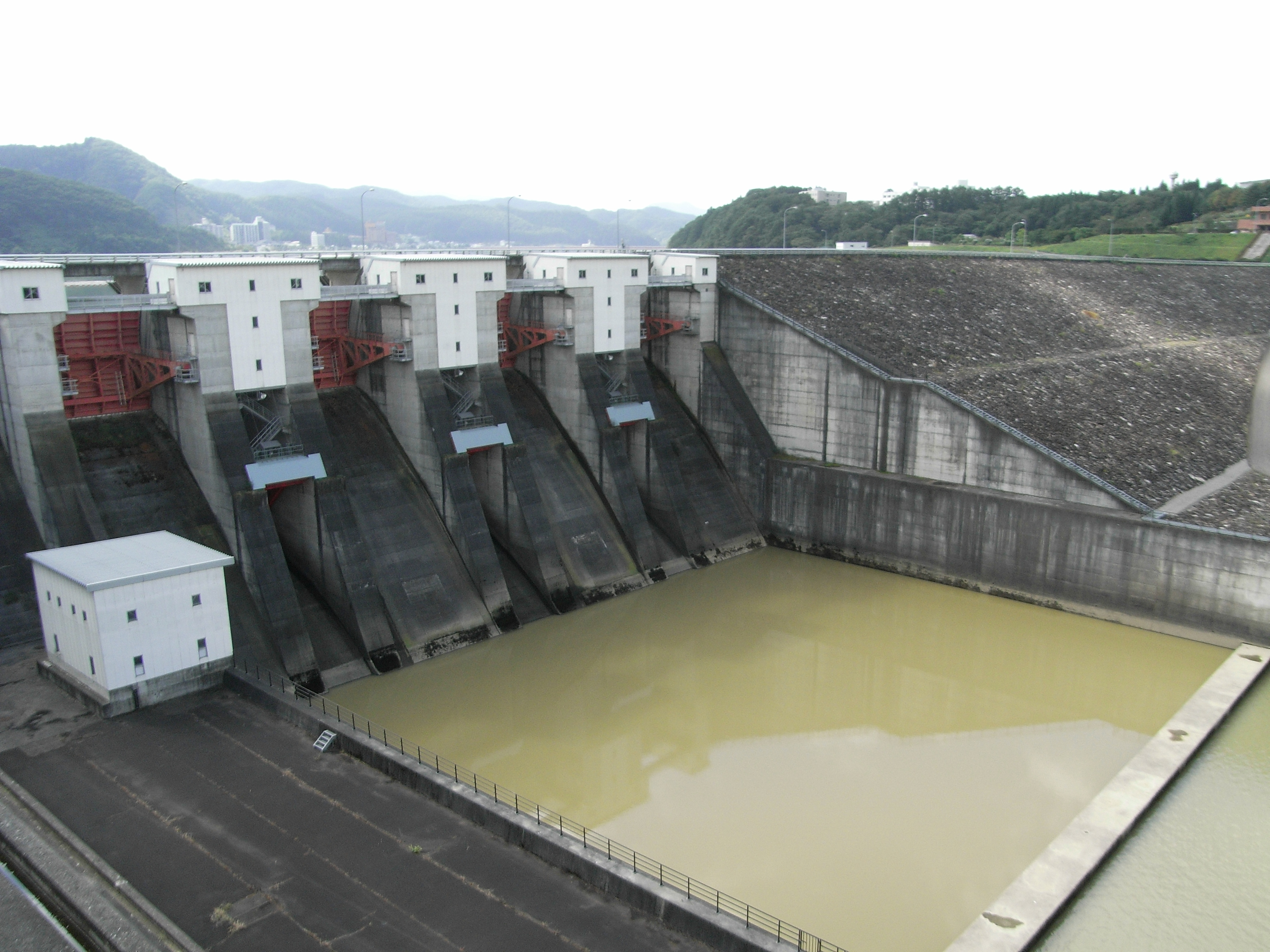
御所ダム（雫石川）

岩手県、すなわち北上川中・上流部については、1938年より進められた同計画の根幹事業「北上川五大ダム計画」を引き続き施工した。田瀬ダムがまず着手され石淵ダムが最初に供用を開始し、御所ダムが最後に完成した。「五大ダム計画」は1938年から1981年（昭和56年）まで続けられ、43年間の時を費やして全て完成した。現在は盛岡市厨川の四十四田ダムそばにある国土交通省東北地方整備局・北上川ダム統合管理事務所が各ダム管理支所を統括し、オペレーションしている。
この「五大ダム」は2021年に「北上川上流総合開発ダム群」として、土木学会選奨土木遺産に選ばれる。

#### 田瀬ダム
田瀬ダムについては当初洪水調節専用であったが戦後の相次ぐ計画改訂により、その規模や目的を大幅に変えた。まず和賀・稗貫両郡の既に開墾されている水田9,440ヘクタールへの用水補給（不特定利水）、そして水力発電を目的に加えた。水力発電事業については1952年（昭和27年）の電源開発促進法に伴い発足した電源開発株式会社が事業主体となり、認可出力（最大出力）27,000キロワットの東和発電所を建設することとした。1944年の中断から六年後の1950年10月より建設が再開され、1954年（昭和29年）10月に完成した。

#### 石淵ダム
石淵ダムについては1953年6月30日に完成した。このダムは日本で最初に施工が開始されたロックフィルダムであり、コンクリートを上流部に舗装して水をさえぎる「コンクリートフェイシングフィルダム」（コンクリート表面遮水壁型フィルダム）という日本国内で四基しか存在しない珍しいタイプのダムである。洪水調節や奥州市扇状地8,498ヘクタールへのかんがい用水補給のほか、電源開発による胆沢第一（14,600キロワット）・岩手県企業局による胆沢第二（5,500キロワット）の二発電所による水力発電を行う。下流には取水ダムである若柳ダム（高さ14.80メートル。河川法では堰扱い）があり、同ダムを通して発電されたあと胆沢川の農地に水を供給している。

#### 湯田ダム
「五大ダム」第三番目として和賀川に建設された湯田ダム（ゆだダム）は、1938年の計画よりも約13キロメートル下流にダムサイト（建設地点）を移し、かつ型式を重力式から重力式アーチダムに変更した上で1953年に着工された。後述する補償問題に長期間を費やしたが、1965年（昭和40年）に完成した。和賀川の洪水調節と北上市・花巻市・和賀郡3,700ヘクタールへのかんがい用水補給、岩手県企業局および日本重化学による水力発電が目的である。型式である重力式アーチダムは日本国内で十二箇所しかない希少な型式である。

#### 四十四田ダム
「五大ダム」第四番目の四十四田ダム（しじゅうしだダム）は、数ある北上川水系のダムの中で唯一北上川の本流に建設されたダムである。1938年の計画ではより上流の盛岡市渋民に建設が予定されていたが、水没する民家が多すぎるため現在の地点に移し1962年（昭和37年）着工された。当時の北上川は鉱毒水が克服できていなかったので、洪水調節と岩手県企業局の水力発電（15,100キロワット）を目的とした。型式は中央が重力式、両脇がアースダムのコンバインダム（複合型ダム）である。盛岡市内から約6キロメートル上流にある都市型ダムであり、1968年（昭和43年）に完成。

#### 御所ダム
「五大ダム」計画のしんがりが御所ダム（ごしょダム）である。盛岡市内で北上川に合流する雫石川に建設されたこのダムは1938年より重力式ダムとして計画されたが、水没物件が多大であることで着手にはなかなか至らず1966年（昭和42年）よりようやく着手され、補償交渉を経て1981年に完成した。洪水調節や盛岡市郊外の農地5,000ヘクタールへのかんがい用水供給、岩手県企業局による水力発電（13,000キロワット）のほか、「五大ダム」では唯一となる上水道供給を目的に有したダムであり、県都・盛岡市の水がめである。型式は左側がロックフィル、右側が重力式のコンバインダムである。

#### 一関遊水地
一関遊水地は、同計画において岩手県内で残った最後の事業である。1938年より構想が持ち上がり、1949年には「舞川遊水地」として計画が具現化した。そして1973年（昭和48年）の「北上川水系工事実施基本計画」で第一遊水地・第二遊水地・第三遊水地からなる巨大な遊水地計画として正式な事業となった。総面積は1,450ヘクタールでこれは渡良瀬遊水地に次ぐ日本最大級の遊水地計画であり、北は北上川箱石橋から、南は狐禅寺の狭窄地入口、西はJR平泉駅からJR東北本線に沿ってJR一ノ関駅付近の支川磐井川まで、東は一関市舞川までの広範囲にわたる。令和元年度末では、３水門（大林、長島、舞川）、支川磐井川の堤防拡幅、小堤の整備を実施、工事の進捗率は78パーセントである。完成すれば同計画における岩手県内の治水事業は全て完成する。
これに関連して、支川衣川等でも築堤工事が行われているが、衣川に架かる国道4号旧衣川橋（平泉バイパスの供用により撤去）からやや上流左岸側で接待館遺跡が発見された。国土交通省は接待館遺跡の保存のために堤防のルート変更を決定、国指定史跡「柳之御所・平泉遺跡群」に追加指定された。なお、当該事業による河道の変更は、北上川本川における柳之御所遺跡発見・保存決定に伴う平泉バイパス及び河道のルート変更に続くものである。
この遊水地の上に架けられている第一北上川橋梁は3868mと日本一長い鉄道橋梁だが、トラス橋部分が1kmに満たないため、一見すると長い橋梁には見えない(トラス橋としては同じ東北新幹線の第二北上川橋梁の方が長い)。

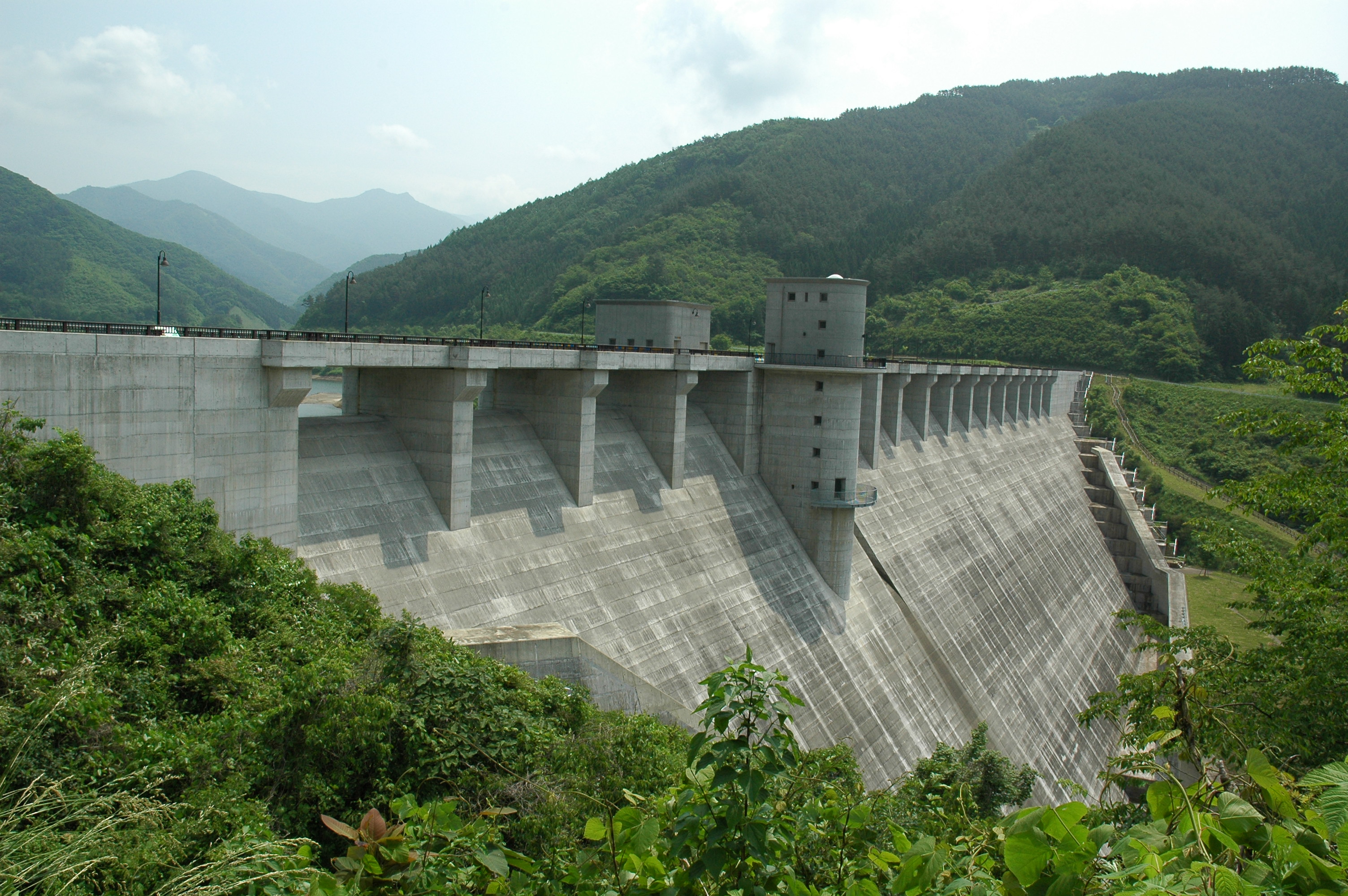
早池峰ダム（稗貫川）

#### 県営ダム事業
「北上川五大ダム」は建設省による国営事業であるが、岩手県でもこの計画に沿うように北上川の支流に多目的ダムや治水ダムを建設した。これらの県営ダムは国庫の補助を受けることができるため、それぞれ補助多目的ダム事業または補助治水ダム事業と専門的には呼ばれている。
多目的ダムでは稗貫川に早池峰ダム、夏油川に入畑ダム、中津川に綱取ダムが建設されたほか現在は簗川に簗川ダムが建設されている。治水ダムでは衣川流域に衣川1号から5号までのダム群が建設されたほか、遠野市内で猿ヶ石川に合流する来内川に遠野ダムが完成し、現在はその下流に遠野第二ダムが建設されている。

### 宮城県（下流部）

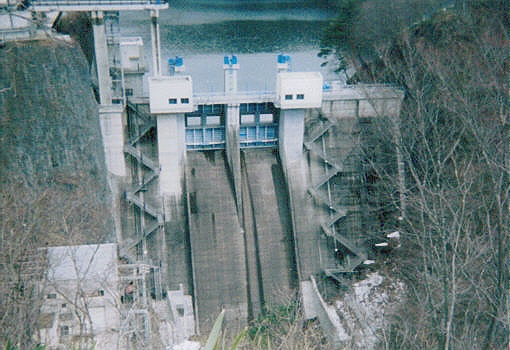
花山ダム（迫川）

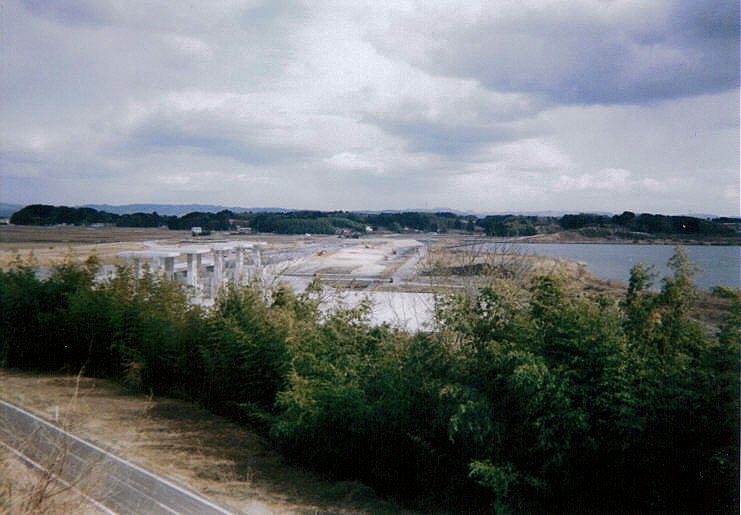
建設中の長沼ダム（迫川）

宮城県では戦前の河川改修によって逆に水害が増幅したという矛盾が生じ、これを解消するためにダムによる洪水調節が計画された。このほか宮城県内における総合開発計画の特徴としては宮城県営の事業が大半を占め、国営では江合川の鳴子ダムのみとなっている。また、長沼を始め自然湖沼を利用した洪水調節が行われているのも特徴となっている。農林水産省が施工したかんがい用ダムにおいても洪水調節機能を設け、完成後は宮城県が管理を行っている。
現在は長沼ダムの建設を進めており、迫川・北上川下流部の洪水調節計画はダムの完成で一応の完結を見る。

#### 鳴子ダム
鳴子ダムは、宮城県内で建設された「北上特定地域総合開発計画」によるダムでは唯一の建設省施工ダムである。1941年より宮城県の手で計画が開始されたが、「計画」によって建設省に1951年（昭和26年）に事業主体が移管された。江合川の洪水調節と大崎地域3,366ヘクタールの農地にかんがい用水を供給するほか、宮城県営による水力発電（1,800キロワット）を行う。宮崎県の上椎葉ダム（耳川）に続く高さ100メートル級（94.5メートル）のアーチ式コンクリートダムとして建設されたが、計画から完成まで全て日本人の手で行われた初めての例である。1957年（昭和32年）10月完成。

#### 花山ダム
花山ダムは、江合川に並ぶ宮城県内における北上川水系の主要な支流・迫川の本流に建設されたダムである。河川改修によって洪水が却って増幅したことからダムによる治水が計画され、近隣にある三菱金属鉱業・細倉鉱山への工業用水道や水力発電供給への目的も加えられ、支流・三迫川（さんはさまがわ）の栗駒ダム（計画当時は玉山ダム）と共に1952年より着手された。後述する補償交渉を経て1958年1月に竣工した、高さ47.8メートルの重力式ダム。

#### 長沼ダム
長沼ダムは、迫川中流部、伊豆沼とならぶハクチョウの飛来地・長沼に1971年（昭和46年）に計画されたダムである。対岸にある迫川の南谷地遊水地の能力を増強するため高さ15メートルのアースダムを建設して長沼をダム化し、迫川の洪水を導水路より長沼に導く目的を有する補助治水ダムとして着手された。洪水については大規模な水門で調節する。反対運動が強く完成年度は大幅に遅れ2014年（平成26年）5月に竣工した。この間、カヌー競技の漕艇場として頻繁に利用される長沼の水位維持を目的とするレクリェーション目的を付加した、全国で三箇所しかないダムの一つとなっている。

#### その他の事業
上に挙げた三ダムのほか多目的ダムでは三迫川に栗駒ダムが1961年（昭和36年）、二迫川に荒砥沢ダムが1991年（平成3年）、長崎川に小田ダムが2006年（平成18年）が完成し運用されている。治水ダムでは大崎市（旧・古川市）にあった天然の沼・化女沼に1995年（平成7年）化女沼ダムが完成、江合川流域の治水を図っている。北上川本流には旧飯野川可動堰を再開発して塩害の防止と利水を強化する目的で1978年（昭和53年）、北上大堰が建設された。遊水地としては迫川の中流部に南谷地遊水地が建設され、現在建設中の長沼ダムが完成すれば連携した洪水調節を図ることが出来る。また天然の湖沼で多くの渡り鳥が生息する蕪栗沼（かぶくりぬま）にも蕪栗沼遊水地が建設され、自然環境を保ちながら小山田川や迫川の洪水調節を図っている。さらに日本最大級のハクチョウ飛来地である伊豆沼についても、下流の二箇所に水門を設けて洪水時には伊豆沼に洪水を導き貯水することで周辺地域への浸水被害を抑止している。
鳴瀬川水系では当初建設省により内野ダムが計画されていたが、幾多の事業変遷の後で本流最上流部に1981年（昭和56年）漆沢ダムが完成した。当初治水ダムであったものを多目的ダムに事業変更した経緯を持つ。現在は国土交通省東北地方整備局によって鳴瀬川水系の田川に「鳴瀬川総合開発事業」として田川第一・第二ダムが計画中である。

## 利点と問題点
1981年の御所ダム完成により「北上川五大ダム計画」は完了、これらダム群に加え一関遊水地や南谷地遊水地といった遊水池群、堤防を通常よりも大規模する「高規格化」など総合的な運用が図られることでアイオン台風以後多数の死者・行方不明者を出す水害は北上川流域では発生していない。また、水不足に悩まされた北上川沿岸農地が肥沃な土地に生まれ変わることでこの地域は全国有数の穀倉地帯に変貌、ササニシキを始め日本の食糧事情を支えている。こうした観点で「北上特定地域総合開発計画」は本来の目的を果たした。だが、長期間の事業遂行の中で幾つかの問題点も表面化している。

### 補償問題

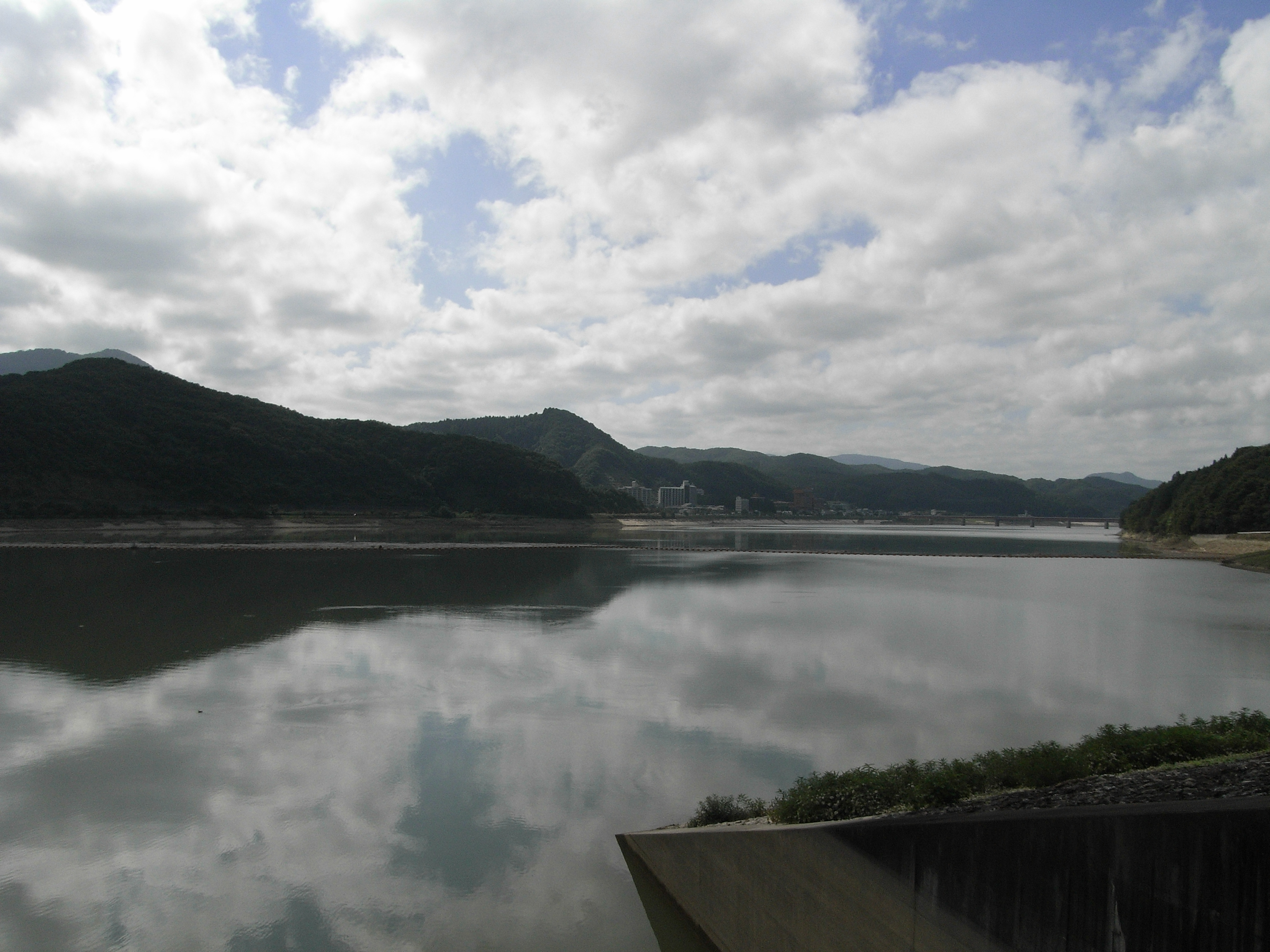
御所湖。対岸に見えるのは繋温泉の観光ホテル街。ダム建設を機に整備されたが湖底には522世帯の家屋が眠る。

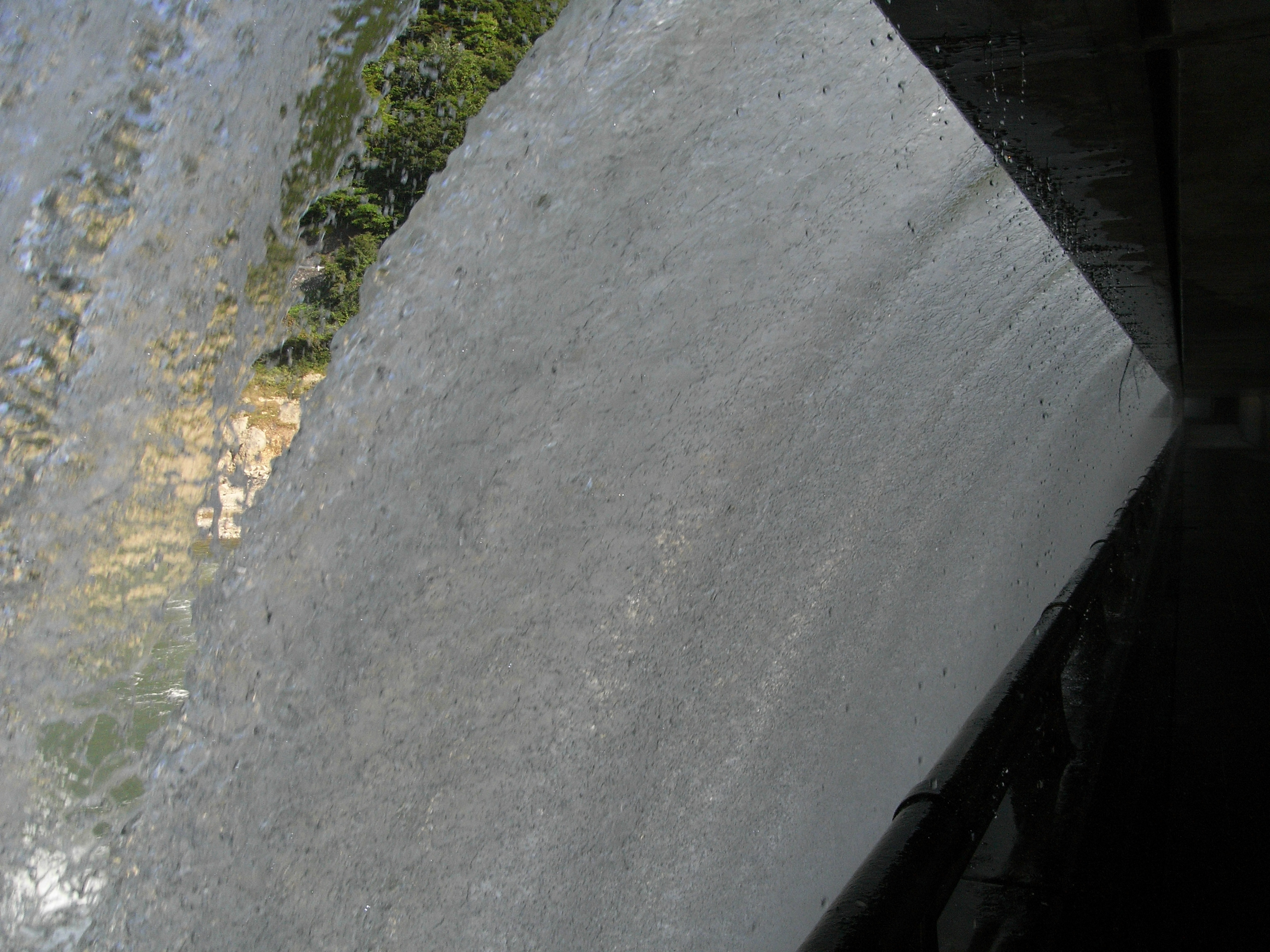
湯田貯砂ダム内部。貯砂ダム内部を遊歩道として開放している。

ダムを建設することで、そこに住む住民は移転を余儀無くされる。これは避けえないことだが北上川水系の場合は特に補償問題が大規模な例が見られた。田瀬ダムでは一旦移転した住民に対し、事業中止中に農地開墾のために帰村を認めたことから二度にわたる補償交渉が行われた。この「再補償」は田瀬ダムでしか見られなかった特色ある事柄であった。湯田ダムでは水没世帯数が622世帯と、多摩川の小河内ダム（奥多摩湖）における945世帯に次ぐ日本第二位の水没世帯数であった。このため全国的にも注目された補償交渉となり、最終的には1956年（昭和31年）「湯田ダム水没者更生大綱」を発表してインフラ完全整備の代替地を整備して交渉は妥結した。また国道107号や国鉄北上線の大規模付け替えといった公共補償も行われ、後のダム補償の先駆となった。御所ダムでは湯田ダムに次ぐ522世帯が水没対象となったが、盛岡市街に近く大規模住宅地が水没することで反対運動は激しく、1973年（昭和48年）に施行された水源地域対策特別措置法（水特法）による補償基準を厚くすることで最終的には妥結したものの、結果五大ダムで最も完成が遅くなった。水特法については胆沢ダム・長沼ダムも対象となっている。宮城県の花山ダムでは交渉中に当局がダム建設の前段階に着手、これにより当初融和的であった住民がダムに強硬に反対する事態となった。一関遊水地では450戸が移転対象となるため反対運動が強く、これも長期にわたる補償交渉が行われた。
だが、このダム建設により新たな観光地が誕生したことも事実である。御所ダムでは周辺整備に力を入れ湖畔に繋温泉郷を整備、周辺にある小岩井農場やスキー場などの観光地と連携し人造湖である御所湖の公園整備やダム湖の一般開放を行った。この結果国土交通省が管理するダム湖としては最も年間利用者数が多い観光地に成長した。田瀬ダムではダム湖（田瀬湖）をボート競技の漕艇場としてヨットハーバーを整備、インターハイの会場となったのを始め市民やカヌー選手が多く利用している。長沼ダムではそれ自体がダムの目的になった。湯田ダムでは人造湖である錦秋湖を利用し花火大会やマラソン大会を実施、さらにダムの中を歩くことが出来る湯田貯砂ダムを建設。駅の中に温泉があるほっとゆだ駅など温泉街とのコラボレーションを進めた。これらは1994年（平成6年）から建設省が進めた「地域に開かれたダム事業」の一環であり、水源地域の活性化を目指すものであった。2005年（平成17年）には財団法人ダム水源地環境整備センターが認定するダム湖百選に、御所湖・田瀬湖・錦秋湖は選ばれている。
だが、北上川の治水・利水が達成されたその陰で、多くの住民が住みなれた故郷を離れたという苦渋の決断をしたという事実を、受益者が忘れないということも必要である。

### 施設老朽化
一方、この計画が始まったのは1938年と戦前のことであり、特に初期に建設されたダムでは施設設備の老朽化が問題となった。また近年の水需要の変化や1997年（平成9年）の河川法改正で「河川の環境維持」が治水・利水と並ぶ河川行政の三大目的になり、河川維持放流の義務化が全てのダムに課せられた中で、施設改良を行わなければ時代の流れについて行けなくなるダムも現れた。このため、ダム再開発事業によるリニューアルが幾つかのダムで図られた。

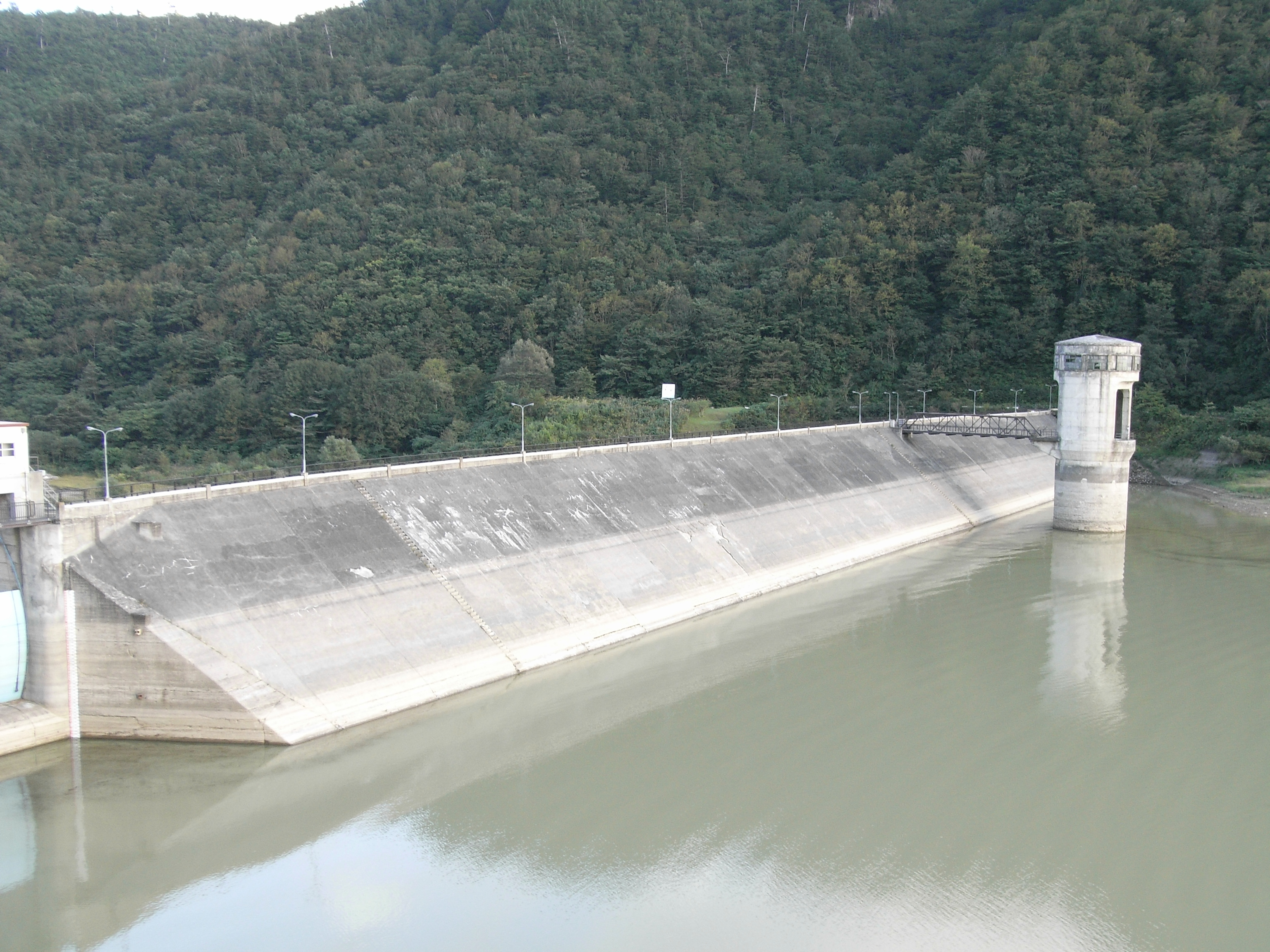
石淵ダムのコンクリート遮水壁。沈下やクラックが見られるケースがあり補修が行われていた。

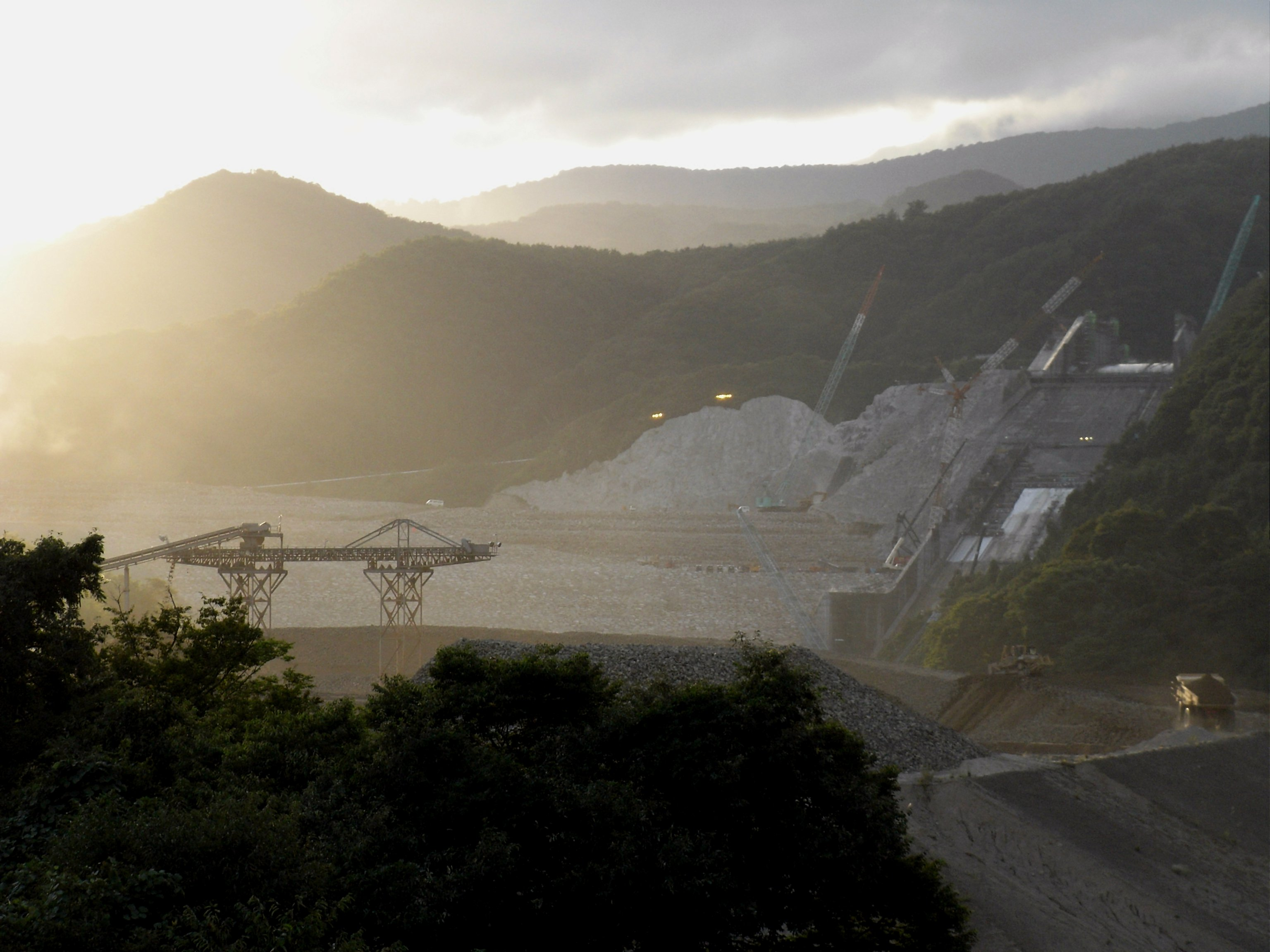
建設中の胆沢ダム（胆沢川）。2013年に完成すれば石淵ダムは完全に水没する。

その最たるものが石淵ダムである。完成から50年以上経過したダムは様々な部分で改修の必要性に迫られた。治水機能ではかんがい優先で建設された関係上放流が多く、最盛期には年間300回も放流した年もあった。またダムの遮水壁はコンクリートであるが、壁の沈下などが起こり易く補修を度々実施しなければならなかった。このため1970年代にかさ上げ計画が生まれたが、最終的に下流2キロメートルに新たなダムを建設して石淵ダムの能力をパワーアップさせる方針とした。これが胆沢ダムであり、2013年（平成25年）に高さ132.0メートルという北上川最大のダムとして誕生するが完成に伴い、日本のダムの歴史に残る石淵ダムは完全に水没する。
このほか田瀬ダムでは1994年から1998年（平成10年）まで老朽化したダムの常用洪水吐きを閉鎖して新たな洪水吐きを建設する「施設改良事業」を、花山ダムでは細倉鉱山の閉山に伴って余剰となった用水を洪水調節容量増加と栗原市の上水道用水に転用する「花山ダム再開発事業」を行い、ダムの維持・改良を実施している。

### 公共事業見直し
1996年（平成8年）、第2次橋本内閣の建設大臣・亀井静香による細川内ダム建設中止以降、全国各地に拡大した公共事業見直しの波は小泉純一郎首相による「骨太の方針」で全国100基以上の建設・計画中のダムが中止・休止・凍結された。北上川流域ではほとんどの事業が完成または本体建設中であったが、和賀川支流の北本内川に建設予定であった「北本内ダム建設事業」は受益地が上水道事業から撤退したことで事業が完全に中止された。現在盛岡市に建設予定の簗川ダム（簗川）について、ダム建設の是非を巡って激しい論争が続いている。また、鳴瀬川水系では筒砂子ダム（筒砂子川）が当時の浅野史郎宮城県知事によって建設中止がなされた。
こうした「脱ダム」の波は北上川では少なかった。だが2004年（平成16年）の平成16年7月福井豪雨や2006年（平成18年）7月の平成18年7月豪雨ではダムの無い川での被害が続発、「脱ダム」の旗手だった当時の田中康夫長野県知事が直後の県知事選挙で落選、福井県では凍結中の足羽川ダムが流域自治体・被害住民こぞって建設再開を要望するなど、「脱ダム」風潮に対する揺り返しも起こっている。筒砂子ダムでも一旦建設が事実上中止となったが、浅野知事退任後の2007年には建設が再開されるという異例の事態となった。
「治水安全度を高めるための河川整備」を第一義とする行政と、「河川環境の保全」を第一義とするダム反対派は全国各地で鋭く対立し、妥協点を見出した例はない。だが、地球温暖化による想定外の集中豪雨が連年起こっている現在は河川改修の重要性はさらに増しているという意見も多い。ダムと環境の両立は難しいが流域住民の納得できる河川事業を進める必要性については、双方が認めている。現在全国の一級水系で「河川工事実施基本計画」に替わる「河川整備基本方針」が国土交通省の手で策定が進められているが、北上川においても策定作業が現在行われている。

## 年表
| 年代   | 出来事 |
| ------ | --- |
| 1880年 | 内務省による北上川の改修工事が開始される。                                                                                 |
| 1911年 | 「北上川改修事業」開始。北上川を追波湾に流し旧北上川と分離させる。                                                         |
| 1920年 | 旧北上川分流事業開始（鴇波洗堰・脇谷洗堰・脇谷閘門）。                                                                     |
| 1932年 | 旧北上川分流事業完成。 |
| 1934年 | 「北上川改修事業」完成。                                                                                                   |
| 1938年 | 「北上川上流改修事業」開始、北上川五大ダム計画がスタートする。                                                             |
| 1941年 | 内務省により田瀬ダム（猿ヶ石川）が着工。                                                                                   |
| 1944年 | 「決戦非常措置要領」発令。田瀬ダム、工事を中断する。                                                                       |
| 1945年 | 内務省により石淵ダム（胆沢川）が着工。                                                                                     |
| 1947年 | カスリーン台風による大雨で、北上川流域の大部分が浸水する。                                                                 |
| 1948年 | アイオン台風による豪雨で一関市が壊滅的被害。北上川流域も各地で浸水被害を受ける。                                           |
| 1949年 | 経済安定本部、「北上川上流改訂改修計画」・「江合川・鳴瀬川改訂改修計画」を発表する。                                       |
| 1950年 | 国土総合開発法施行。「北上特定地域総合開発計画」が正式に策定される。                                                       |
| 1950年 | 建設省東北地方建設局により田瀬ダムの建設が再開。                                                                           |
| 1951年 | 鳴子ダム（江合川）、事業を宮城県から建設省東北地方建設局に移管し着工。                                                     |
| 1952年 | 電源開発促進法の施行により電源開発が発足。田瀬・石淵両ダムの水力発電事業に参加する。                                       |
| 1952年 | 宮城県により花山ダム（迫川）が着工。                                                                                       |
| 1953年 | 石淵ダム完成。 |
| 1953年 | 建設省東北地方建設局により湯田ダム（和賀川）が着工。                                                                       |
| 1954年 | 田瀬ダム完成。 |
| 1956年 | 建設省、「湯田ダム水没者更生大綱」を発表し水没住民に代替地による現物補償を提案する。その後妥結。                           |
| 1957年 | 特定多目的ダム法施行。これ以降の建設省が事業主体のダムは全て特定多目的ダムとなる。                                         |
| 1957年 | 鳴子ダム完成。 |
| 1957年 | 花山ダム完成。 |
| 1961年 | 農林省東北農政局により栗駒ダム（三迫川）が完成。完成後宮城県に移管される。                                                 |
| 1962年 | 建設省東北地方建設局により四十四田ダム（北上川）が着工。                                                                   |
| 1964年 | 河川法改正。北上川水系、一級河川に指定される。                                                                             |
| 1965年 | 湯田ダム完成。 |
| 1966年 | 建設省東北地方建設局により御所ダム（雫石川）が着工。                                                                       |
| 1966年 | 石淵ダムのかさ上げ計画が発表される。                                                                                       |
| 1968年 | 補助治水ダム事業発足。 |
| 1968年 | 四十四田ダム完成。 |
| 1968年 | 宮城県により漆沢ダム（鳴瀬川）が着工。                                                                                     |
| 1971年 | 宮城県により長沼ダム（迫川）が着工。                                                                                       |
| 1971年 | 農林省東北農政局により小田ダム（長崎川）・荒砥沢ダム（三迫川）が着工。                                                     |
| 1972年 | 岩手県により綱取ダム（中津川）着工。                                                                                       |
| 1973年 | 水源地域対策特別措置法施行。                                                                                               |
| 1973年 | 建設省、「北上川水系工事実施基本計画」を策定。一関遊水地（北上川）が着工。                                                 |
| 1973年 | 建設省東北地方建設局により新石淵ダム、後の胆沢ダム（胆沢川）が着工。                                                       |
| 1974年 | 岩手県により入畑ダム（夏油川）着工。                                                                                       |
| 1975年 | 御所ダム、水源地域対策特別措置法の第九条等指定ダムに指定される。                                                           |
| 1976年 | 宮城県により化女沼ダム（長者川）が着工。                                                                                   |
| 1978年 | 建設省東北地方建設局により北上大堰（北上川）が完成。同時に飯野川可動堰は撤去される。                                       |
| 1980年 | 漆沢ダム完成。 |
| 1981年 | 御所ダム完成し、北上川五大ダム計画が完結する。                                                                             |
| 1981年 | 建設省東北地方建設局・北上川ダム統合管理事務所設置。五大ダムの統合的な管理が開始される。                                   |
| 1981年 | 長沼ダム、水源地域対策特別措置法の第九条等指定ダムに指定される。                                                           |
| 1982年 | 綱取ダム完成。 |
| 1982年 | 岩手県により落合ダム、後の早池峰ダム（稗貫川）が着工。                                                                     |
| 1990年 | 入畑ダム完成。 |
| 1990年 | 胆沢ダム、水源地域対策特別措置法の指定ダムに指定される。                                                                   |
| 1991年 | 荒砥沢ダム完成、農林水産省より宮城県に管理が移管される。                                                                   |
| 1991年 | 宮城県により花山ダム再開発事業が着工。                                                                                     |
| 1994年 | 建設省東北地方建設局により田瀬ダム施設改良事業（常用洪水吐き改良）が着工。                                                 |
| 1995年 | 化女沼ダム完成。 |
| 1998年 | 田瀬ダム施設改良事業完成。                                                                                                 |
| 2000年 | 早池峰ダム完成。 |
| 2001年 | 省庁再編により建設省東北地方建設局、国土交通省東北地方整備局に改組される。                                                 |
| 2005年 | 財団法人ダム水源地環境整備センター、御所湖（御所ダム）・田瀬湖（田瀬ダム）・錦秋湖（湯田ダム）を「ダム湖百選」に指定する。 |
| 2005年 | 花山ダム再開発事業完成。                                                                                                   |
| 2006年 | 小田ダム完成。農林水産省より宮城県に管理が移管される。                                                                     |
| 2013年 | 胆沢ダム完成（石淵ダム水没）。                                                                                             |
| 2014年 | 長沼ダム完成。 |

## 建設されたダム一覧
- （備考1）：青欄は北上川五大ダム。黄欄は建設中もしくは計画中のダム（2007年現在）。
- （備考2）：「目的」欄の略号は次の通り
F・洪水調節、N・不特定利水、A・かんがい、W・上水道、I・工業用水道、P・水力発電、R・レクリェーション

| 一次 支川 （本川） | 二次 支川 | 三次 支川 | ダム         | 堤高 (m) | 総貯水 容量 (千m3) | 型式         | 目的             | 事業者     | 所在地               |
| ------------------ | --------- | --------- | ------------ | -------- | ------------------ | ------------ | ---------------- | ---------- | -------------------- |
| 北上川             | －        | －        | 四十四田ダム | 50.0     | 47,100             | 複合式       | F・P             | 国土交通省 | 岩手県盛岡市         |
| 北上川             | －        | －        | 一関遊水池   | －       | －                 | 遊水池       | F                | 国土交通省 | 岩手県一関市         |
| 北上川             | －        | －        | 北上大堰     | －       | －                 | 可動堰       | N・A・W・I       | 国土交通省 | 宮城県登米市         |
| 中津川             | －        | －        | 綱取ダム     | 59.0     | 15,000             | 重力式       | F・N・W          | 岩手県     | 岩手県盛岡市         |
| 雫石川             | －        | －        | 御所ダム     | 52.5     | 65,000             | 複合式       | F・N・W・P       | 国土交通省 | 岩手県盛岡市         |
| 簗川               | －        | －        | 簗川ダム     | 83.5     | 21,000             | 重力式       | F・N・W          | 岩手県     | 岩手県盛岡市         |
| 稗貫川             | －        | －        | 早池峰ダム   | 73.5     | 15,900             | 重力式       | F・N・A・W・P    | 岩手県     | 岩手県花巻市         |
| 猿ヶ石川           | －        | －        | 田瀬ダム     | 81.5     | 146,500            | 重力式       | F・N・P          | 国土交通省 | 岩手県花巻市         |
| 猿ヶ石川           | 来内川    | －        | 遠野ダム     | 26.5     | 1,030              | 重力式       | F                | 岩手県     | 岩手県遠野市         |
| 猿ヶ石川           | 来内川    | －        | 遠野第二ダム | 15.4     | 26                 | 重力式       | F・N             | 岩手県     | 岩手県遠野市         |
| 和賀川             | －        | －        | 湯田ダム     | 89.5     | 114,160            | 重力式アーチ | F・N・P          | 国土交通省 | 岩手県和賀郡西和賀町 |
| 夏油川             | －        | －        | 入畑ダム     | 80.0     | 15,400             | 重力式       | F・N・W・I       | 岩手県     | 岩手県北上市         |
| 胆沢川             | －        | －        | 石淵ダム     | 53.0     | 16,150             | ロックフィル | F・N・P          | 国土交通省 | 岩手県奥州市         |
| 胆沢川             | －        | －        | 胆沢ダム     | 132.0    | 143,000            | ロックフィル | F・N・A・W・I・P | 国土交通省 | 岩手県奥州市         |
| 胆沢川             | －        | －        | 若柳ダム     | 14.8     | －                 | 重力式       | N・P             | 岩手県     | 岩手県奥州市         |
| 衣川               | －        | －        | 衣川1号ダム  | 35.5     | 2,975              | アース       | F                | 岩手県     | 岩手県奥州市         |
| 衣川               | 南股川    | －        | 衣川2号ダム  | 34.0     | 2,361              | 複合式       | F                | 岩手県     | 岩手県奥州市         |
| 衣川               | 南股川    | 北沢川    | 衣川3号ダム  | 41.0     | 1,790              | ロックフィル | F                | 岩手県     | 岩手県奥州市         |
| 衣川               | 南股川    | 三沢川    | 衣川4号ダム  | 33.0     | 440                | ロックフィル | F                | 岩手県     | 岩手県奥州市         |
| 衣川               | 南股川    | 滝沢川    | 衣川5号ダム  | 19.1     | 283                | アース       | F                | 岩手県     | 岩手県奥州市         |
| 旧北上川           | －        | －        | 鴇波洗堰     | －       | －                 | 固定堰       | F・N             | 国土交通省 | 宮城県登米市         |
| 旧北上川           | －        | －        | 脇谷洗堰     | －       | －                 | 固定堰       | F・N             | 国土交通省 | 宮城県登米市         |
| 旧北上川           | 迫川      | －        | 花山ダム     | 48.5     | 36,600             | 重力式       | F・N・W・P       | 宮城県     | 宮城県栗原市         |
| 旧北上川           | 迫川      | －        | 南谷地遊水池 | －       | －                 | 遊水池       | F                | 宮城県     | 宮城県登米市         |
| 旧北上川           | 迫川      | 二迫川    | 荒砥沢ダム   | 74.4     | 12,840             | ロックフィル | F・A             | 宮城県     | 宮城県栗原市         |
| 旧北上川           | 迫川      | 三迫川    | 栗駒ダム     | 62.0     | 13,715             | 重力式       | F・A・P          | 宮城県     | 宮城県栗原市         |
| 旧北上川           | 迫川      | 長崎川    | 小田ダム     | 43.5     | 8,000              | ロックフィル | F・A             | 宮城県     | 宮城県栗原市         |
| 旧北上川           | 迫川      | 長沼      | 長沼ダム     | 15.3     | 38,500             | アース       | F・N・R          | 宮城県     | 宮城県登米市         |
| 旧北上川           | 迫川      | 小山田川  | 蕪栗沼遊水池 | －       | －                 | 遊水池       | F                | 宮城県     | 宮城県大崎市         |
| 旧北上川           | 江合川    | －        | 鳴子ダム     | 94.5     | 50,000             | アーチ       | F・N・P          | 国土交通省 | 宮城県大崎市         |
| 旧北上川           | 江合川    | 田尻川    | 化女沼ダム   | 24.0     | 2,880              | アース       | F・N             | 宮城県     | 宮城県大崎市         |
| 鳴瀬川             | －        | －        | 漆沢ダム     | 80.0     | 18,000             | ロックフィル | F・N・W・I・P    | 宮城県     | 宮城県加美郡小野田町 |
| 鳴瀬川             | 筒砂子川  | －        | 筒砂子ダム   | 96.0     | 26,000             | ロックフィル | F・N・A・P       | 宮城県     | 宮城県加美郡小野田町 |